# کورتلند (کانزاس)
کورتلند (به انگلیسی: Courtland) شهری در ایالت کانزاس کشور ایالات متحده آمریکا است که جمعیت آن در سرشماری سال ۲۰۱۰ میلادی، ۲۸۵ نفر بوده‌است.